# Novoselîțea, Jîtomîr
Novoselîțea (în ucraineană Новоселиця) este un sat în comuna Kameanka din raionul Jîtomîr, regiunea Jîtomîr, Ucraina.

## Demografie
Componența lingvistică a localității Novoselîțea
     Ucraineană (98,18%)
     Rusă (1,82%)
Conform recensământului din 2001, majoritatea populației localității Novoselîțea era vorbitoare de ucraineană (98,18%), existând în minoritate și vorbitori de rusă (1,82%).